# Emich Christian de Leiningen-Dagsbourg
Emich Christian de Leiningen-Dagsbourg (29 mars 1642 à Dagsburg - 27 avril 1702) est comte de Leiningen et Dagsbourg et, par héritage, seigneur de Broich, Oberstein et Bürgel. 

## Biographie
Emich Christian est un fils du comte Emich XIII de Leiningen-Dagsbourg (1612-1658) et de la comtesse Dorothée de Waldeck-Wildungen (1617-1661). 
Après la mort de son beau-père, le comte William Wirich de Daun-Falkenstein en 1682, Emich Christian prend possession de l'héritage. Le 8 octobre, l'électeur palatin Jean-Guillaume de Neubourg-Wittelsbach lui attribue la seigneurie de Broich. 
En mars 1688, l’électeur palatin Jean-Guillaume de Neubourg-Wittelsbach se prononce entre Emich Christian et son neveu Jean-Charles-Auguste de Leiningen-Dagsbourg-Falkenbourg au sujet de la succession de Broich et Bürgel. 

## Mariage et descendance
Le 17 juillet 1664 à Falkenstein, Emich Christian épouse Christiane Louise (1640-1717), fille du comte William Wirich de Daun-Falkenstein et de la comtesse Elisabeth de Waldeck (1610-1647). Ils ont deux enfants: 
- Elisabeth Dorothée (11 juin 1665 - 1722) mariée le 19 octobre 1692 à Maurice Hermann de Limbourg (en) (1664–1703)
- Frédéric (mort en 1709)